# Violinsonate Nr. 9 (Beethoven)

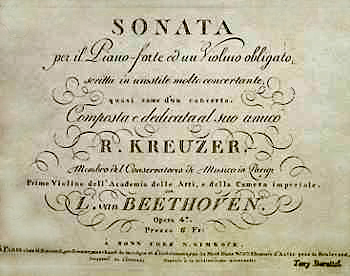
Titelblatt der „Kreutzersonate“

Ludwig van Beethovens Sonate für Klavier und Violine Nr. 9 A-Dur op. 47 entstand überwiegend im Frühjahr 1803 und ist gemeinhin als Kreutzer-Sonate bekannt. Das etwa 40-minütige Werk ist charakterisiert durch Klangfülle (die Violine beginnt mit einem mehrstimmigen Solo), Virtuosität, überraschende Modulationen, weite melodische Bögen und abwechslungsreiche Sätze – vom furiosen ersten Satz über den meditierenden zweiten bis zum jubelnden Finale. Wie alle „Violinsonaten“ von Mozart und Beethoven ist sie „für Pianoforte und Violine“ geschrieben, nicht für „Violine und Klavier“. Diese Bezeichnung kam erst später in der Romantik auf.
Das Stück diente Leo Tolstoi als Inspiration für dessen Novelle Die Kreutzersonate.

## Entstehung und Widmung

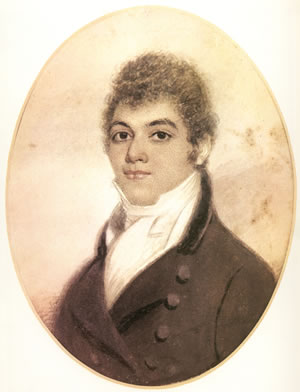
George Bridgetower, unbezeichnetes Aquarell, um 1800

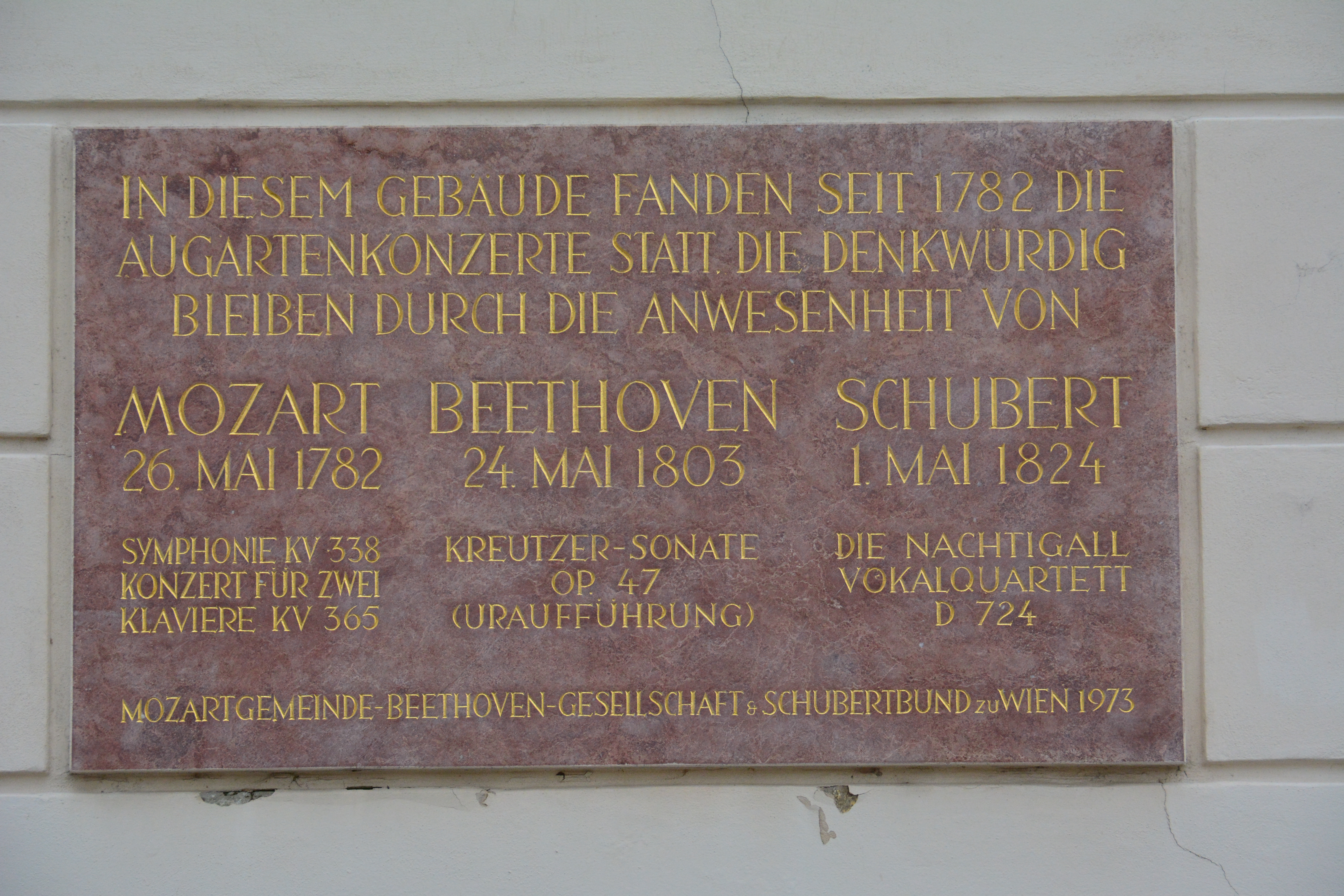
Gedenktafel zur Erinnerung an die Augartenkonzerte

Ferdinand Ries, der zu dieser Zeit Beethovens Schüler war, schreibt, dass dieser die Sonate speziell für den farbigen englischen Violinvirtuosen George Bridgetower (1778–1860) komponierte, der sich im Frühjahr 1803 in Wien aufhielt:

„Die berühmte Sonate in A moll (Opus 47) mit Violin-Concertante, Rudolph Kreuzer in Paris dedicirt, hatte Beethoven ursprünglich für Bridgetower, einen englischen Künstler, geschrieben. […] Bridgetower drängte ihn sehr, weil sein Concert schon bestimmt war und er seine Stimme üben wollte.
Eines Morgens ließ mich Beethoven schon um halb fünf Uhr rufen und sagte: „Schreiben Sie mir Diese Violinstimme des ersten Allegro’s schnell aus.“ – (Sein gewöhnlicher Copist war ohnehin beschäftigt.) Die Clavierstimme war nur hier und da notirt. – Das so wunderschöne Thema mit Variationen aus F dur hat Bridgetower aus Beethoven’s eigener Handschrift im Concerte im Augarten, Morgens um acht Uhr, spielen müssen, weil keine Zeit zum Abschreiben war.“

Ein im Beethoven-Haus befindliches Arbeitsautograph des 1. Satzes enthält tatsächlich die scherzhafte Widmung: „Sonata mulattica Composta per il Mulatto Brischdauer [sic] gran pazzo e compositore mulattico“. Die Uraufführung erfolgte am 24. Mai 1803 in einem Konzert, das Bridgetower im Gartensaal des Augartens gab – mit Beethoven am Klavier. Unter den Zuhörern war Joseph Carl Rosenbaum, der in seinem Tagebuch festhielt, dass das Konzert, in dem auch die Sängerin Marianne Willmann auftrat, um 12 Uhr begann – nicht um 8 Uhr, wie Ries schreibt.
Am 3. Februar 1804 übertrug Beethoven das Eigentumsrecht an dem Werk dem Verlag von Nikolaus Simrock in Bonn, wofür er 50 Dukaten erhielt. Von einer Widmung ist in dem Schriftstück nicht die Rede. Die Erstausgabe, die dann im April 1805 bei Simrock erschien, enthält schließlich eine Widmung an den französischen Geiger Rodolphe Kreutzer (1766–1831). Bridgetower erzählte später dem Londoner Dirigenten John Wade Thirlwall, Beethoven habe ihm das Werk nicht gewidmet, denn „they had some silly quarrel about a girl“ („sie hatten einen albernen Streit wegen eines Mädchens“).
Hector Berlioz berichtete 1844, Kreutzer habe die Sonate nie gespielt und hielt sie für „outrageusement inintelligible“ („äußerst unverständlich“). Ähnlich äußerte sich Louis Baron de Trémont (1779–1852).

## Aufbau
Das Stück ist dreisätzig:

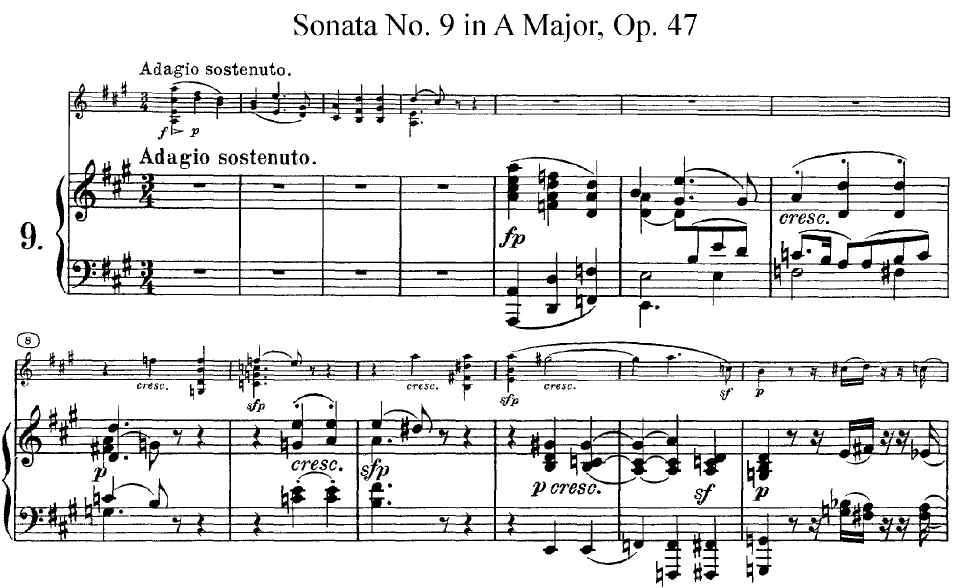
Die ersten Takte des ersten Satzes

1. Adagio sostenuto – Presto (etwa 12 Minuten Spieldauer)
2. Andante con variazioni (etwa 16 Minuten Spieldauer)
3. Presto (etwa 9 Minuten Spieldauer)

### Adagio sostenuto – Presto
- Audio: 1. Satzⓘ/?

Die Sonate beginnt mit einer langsamen 18-taktigen Einleitung, wobei nur die ersten vier Solotakte der Violine – mit weiten Akkorden – in A-Dur stehen, ehe das Klavier hinzukommt. Die Harmonien verdunkeln sich und neigen sich dem a-Moll-Bereich zu, die Sonate scheint zu Beginn gleichsam stillzustehen – bis plötzlich ein wütendes a-Moll-Presto anhebt. Charakteristisch sind die kurz angeschlagenen Akkorde beider Instrumente und die rasanten Tremoli und Läufe – nur das leise, sich in ganzen Noten erstreckende 2. Thema in E-Dur, später e-Moll, sorgt für Mäßigung. Die Reprise erfährt einige Änderungen, und zum Ende klingt nochmals das Eröffnungs-Adagio an, bevor der ganze Satz über schnellen Läufen zu Ende geht.

### Andante con variazioni
- Audio: 2. Satzⓘ/?

Es folgt ein äußerst kontrastreicher Variationssatz. Eine milde F-Dur-Melodie wird fünfmal sehr facettenreich bearbeitet. In Var. 1 steht das Klavier im Vordergrund: Über Triolen wird das durch Triller verzierte Thema gespielt, die Violine gibt vereinzelte (und effektvolle) Tonrepetitionen von sich. Var. 2 hingegen ist die der Violine, die das Thema nun in 32-stel vorträgt. Die Var. 3 lässt die Atmosphäre kurz verdunkeln, denn sie steht in f-Moll. Doch schon die Var. 4 bringt den Hörer zurück zu der leichten, verzierten Stimmung der ersten beiden Variationen, da das Thema nun noch stärker in Figurationen und Triller aufgelöst scheint. Nach einem kurzen Adagio beendet die Var. 5 den Satz zwar mit etwas mehr Dramatik, aber dennoch in unbeschwertem F-Dur.

### Presto
- Audio: 3. Satzⓘ/?

Ein kraftvoller A-Dur-Akkord des Klaviers leitet den virtuosen dritten Satz ein, eine Tarantella im 6/8-Takt und in Rondo-Form. In dieses feurige Finale sind mehrere ruhigere Teile im 2/4-Takt eingeschoben.
Der dritte Satz entstand ursprünglich für die „kleine“ A-Dur-Sonate op. 30 Nr. 1, wurde jedoch von Beethoven in die spätere Sonate übernommen. Der österreichische Komponist und Musiktheoretiker Gerhard Präsent meint, dass die einleitenden Solotakte der Violine eine Art Überleitung von der früheren Sonate (bzw. deren strukturellem Material) zur späteren darstellen. Die Übernahme des Finales von op. 30 Nr. 1 in die Kreutzersonate sei kompositorische Absicht gewesen – und nicht einer lange vermuteten Zeitnot entsprungen.

## Tonart
Die Sonate wird, wenngleich fälschlicherweise, meist als in A-Dur stehend betitelt. Beethoven hat jedoch überhaupt keine Tonart angegeben (siehe Titelblatt oben). Gerhard Präsent hat dargelegt, dass als Haupttonart dieser Sonate a-Moll anzunehmen ist.